# 이스마엘 호르헤 발레아
이스마엘 호르헤 발레아(스페인어: Ismael Jorge Balea, 1993년 1월 27일 ~ )는 우루과이에서 태어난 스페인의 축구 선수로, 포지션은 미드필더다.

## 클럽 경력
K리그2 안산 그리너스 FC와 K3리그의 김포시민축구단에서 활약하였다.